# Gare de Chamborigaud
La gare de Chamborigaud est une gare ferroviaire française de la ligne de Saint-Germain-des-Fossés à Nîmes-Courbessac (également appelée Ligne des Cévennes), située sur le territoire de la commune de Chamborigaud, dans le département du Gard en région Occitanie.
Elle est mise en service en 1867 par la Compagnie des chemins de fer de Paris à Lyon et à la Méditerranée (PLM).
C'est une halte voyageurs de la Société nationale des chemins de fer français (SNCF), desservie par des trains TER Occitanie.

## Situation ferroviaire
Ancienne gare de bifurcation, elle est située au point kilométrique (PK) 647,052 de la ligne de Saint-Germain-des-Fossés à Nîmes-Courbessac entre les gares de Génolhac et de Sainte-Cécile-d'Andorge. Elle était également l'origine de la ligne de Chamborigaud à La Vernarède, embranchement minier ouvert au service des voyageurs et fermé en 1954 à la suite de la fermeture des mines de La Jasse. Son altitude est de 330 m.
Elle est située après le viaduc de Chamborigaud établi au PK 646,108. Elle comporte une voie d'évitement.

## Histoire
La gare de Chamborigaud est mise en service par la Compagnie des chemins de fer de Paris à Lyon et à la Méditerranée (PLM) lorsqu'elle ouvre à tous trafic le 12 août 1867 la section de Villefort à La Levade de sa ligne de Clermont-Ferrand à Nîmes.
Elle figure dans la nomenclature 1911 des gares, stations et haltes, de la Compagnie des chemins de fer de Paris à Lyon et à la Méditerranée, c'est une gare dénommée Chamborigaud. Elle porte le no 10 de la ligne de Moret-Les-Sablons à Nimes (9e section) et le no 5 de l'embranchement de Chamborigaud à Vernarède. Elle dispose du service complet de la grande vitesse (GV), « à l'exclusion des chevaux chargés dans des wagons-écuries s'ouvrant en bout et des voitures à 4 roues, à deux fonds et à deux banquettes dans l'intérieur, omnibus, diligences, etc. » et du service complet de la petite vitesse (PV) avec la même limitation.

## Fréquentation
L'évolution de la fréquentation de la gare est présentée dans le tableau ci-dessous.
| Année           | 2015  | 2016  | 2017  | 2018  | 2019  | 2020  | 2021  | 2022  | 2023  |
| --------------- | ----- | ----- | ----- | ----- | ----- | ----- | ----- | ----- | ----- |
| Voyageurs seuls | 5 384 | 5 442 | 5 158 | 4 313 | 6 555 | 4 899 | 5 833 | 6 915 | 8 389 |

## Service des voyageurs

### Accueil

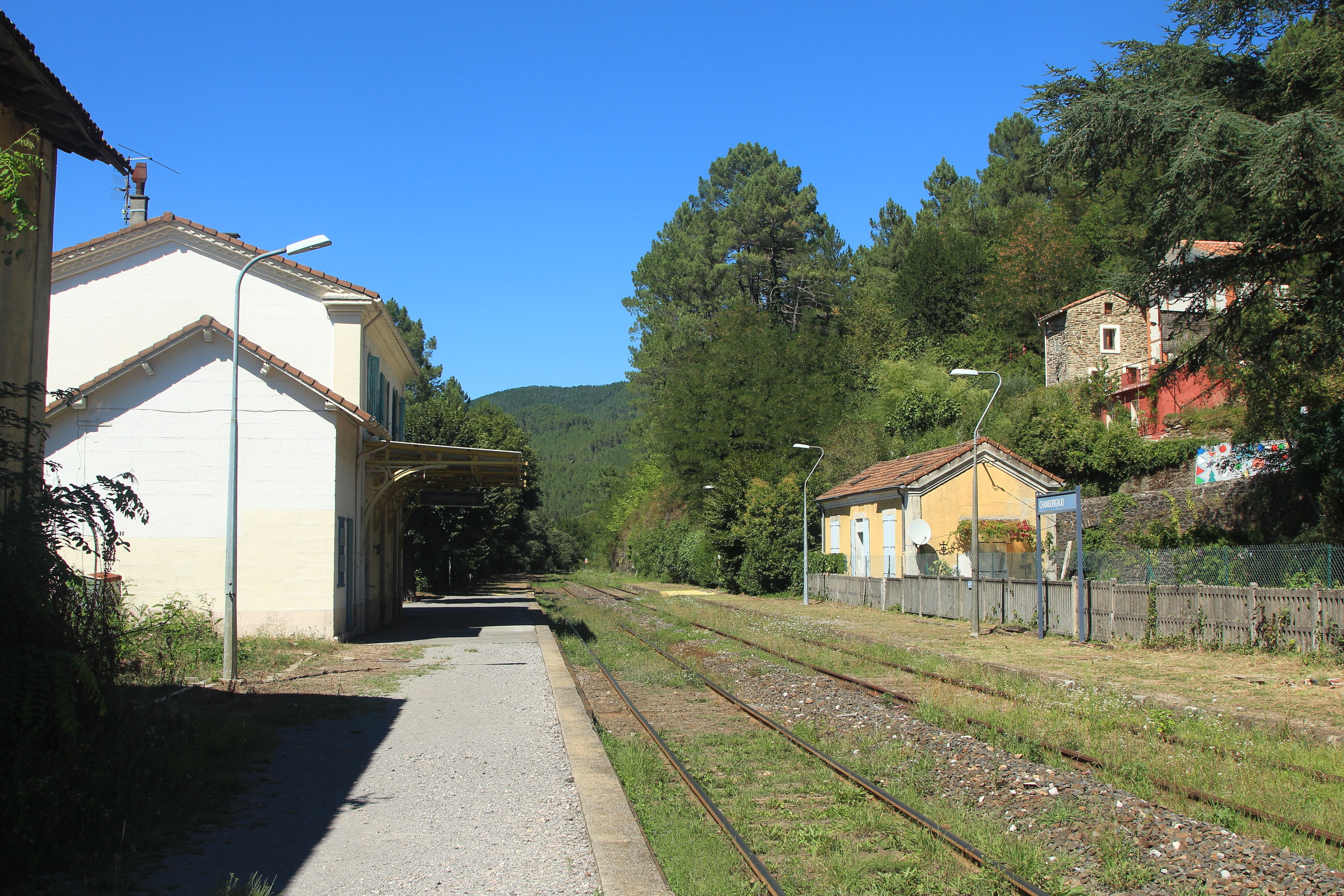
Vues des voies et quais de la gare en direction de Clermont-Ferrand.

C'est une halte SNCF, point d'arrêt non géré (PANG) à entrée libre.

### Desserte
Chamborigaud est desservie par les trains TER Occitanie qui circulent entre Nîmes et Génolhac. Au-delà de Génolhac, certains trains sont prolongés ou amorcés jusqu'en gare de La Bastide - Saint-Laurent-les-Bains, Langogne, Clermont-Ferrand, Mende ou Marvejols.

### Intermodalité
Un parking pour les véhicules est aménagé.

## Modélisme ferroviaire
En 2011, dans le cadre de l'exposition Chambo'rail, l'association Arles en Train a présenté une maquette au 1/87e de la gare de Chamborigaud, réalisée par Grégory Thomas du Chambon.